# Макар'євка (Алтайський район)
Мака́р'євка (рос. Макарьевка) — село у складі Алтайського району Алтайського краю, Росія. Адміністративний центр та єдиний населений пункт Макар'євської сільської ради.

## Населення
Населення — 468 осіб (2010; 578 у 2002).
Національний склад (станом на 2002 рік):
- росіяни — 95 %